# Romanów (gmina Janów Podlaski)
Romanów – wieś w Polsce położona w województwie lubelskim, w powiecie bialskim, w gminie Janów Podlaski.
W latach 1975–1998 miejscowość należała administracyjnie do województwa bialskopodlaskiego.
Wieś jest sołectwem w gminie Janów Podlaski. Według Narodowego Spisu Powszechnego z roku 2011 wieś liczyła 89 mieszkańców.
1 października 1943 wieś otoczyły oddziały SS i Wehrmachtu. Jedna osoba została zastrzelona w trakcie ucieczki. Spalono dwa zabudowania i wywieziono 6 osób do więzienia na Zamku w Lublinie, a następnie zamordowano.
Wierni Kościoła rzymskokatolickiego należą do parafii Trójcy Świętej w Janowie Podlaskim.